# Callistethus triginus
Callistethus triginus är en skalbaggsart som beskrevs av Nonfried 1906. Callistethus triginus ingår i släktet Callistethus och familjen Rutelidae. Inga underarter finns listade.